# My Song (Syrup16gの曲)
「My Song」（マイ・ソング）は、日本のバンド、Syrup 16gの2枚目のシングルである。2003年12月17日にコロムビアミュージックエンタテインメントから発売された。

## 概要
- PVの監督は熊谷昭。
- 2010年10月27日に1枚目のシングル「パープルムカデ」とセットで再発売された。

## 収録曲
1. My Song [5:31]
作詞・作曲：五十嵐隆、編曲：Syrup 16g
2. タクシードライバー・ブラインドネス [5:28]
作詞・作曲：五十嵐隆、編曲：Syrup 16g
3. 夢 [5:12]
作詞・作曲：五十嵐隆、編曲：Syrup 16g
4. イマジン [4:06]
作詞：五十嵐隆、作曲・編曲：Syrup 16g
5. テイレベル [4:34]
作詞：五十嵐隆、作曲・編曲：Syrup 16g
  - 五十嵐の高校生活を歌っている。

## 収録作品
| 曲名               | 収録作品名     | 作品種類           | 発売日        |
| ------------------ | -------------- | ------------------ | ------------- |
| My Song            | Mouth to Mouse | オリジナルアルバム | 2004年4月21日 |
| 夢                 | Mouth to Mouse | オリジナルアルバム | 2004年4月21日 |
| My Song Album mix. | 静脈           | ベスト・アルバム   | 2006年8月23日 |